# Kellas-Inseln
Die Kellas-Inseln bestehen aus zwei kleinen Inseln vor der Mawson-Küste des ostantarktischen Mac-Robertson-Lands. Sie liegen 800 m südlich der Parallactic Islands in der Holme Bay.
Kartiert wurden sie anhand von Luftaufnahmen, die während der Australian National Antarctic Research Expeditions in den Jahren 1958 und 1959 entstanden. Das Antarctic Names Committee of Australia (ANCA) benannte sie nach William R. A. Kellas, Wetterbeobachter auf der Mawson-Station im Jahr 1960.